# Bobley Anderson
Bobley Anderson Allegne (La Boa, 3 maart 1992) is een Ivoriaans voetballer die als offensieve middenvelder speelt. Hij staat onder contract bij het Spaanse Málaga CF. Tijdens de tweede helft van het seizoen 2013/14 wordt hij wegens gebrek aan speelminuten bij de Andalusiërs voor zes maanden uitgeleend aan het Belgische SV Zulte Waregem.

## Clubcarrière
Anderson speelde in Ivoorkust in de Academie de Foot Amadou Diallo. In juni 2012 tekende hij een vijfjarig contract bij het Marokkaanse Wydad Casablanca. Hij scoorde drie doelpunten uit 24 wedstrijden in de Marokkaanse competitie. Op 4 juli 2013 tekende hij een vijfjarig contract bij het Spaanse Málaga CF, dat één miljoen euro betaalde voor de offensieve middenvelder. Hij debuteerde op 17 augustus 2013 op de openingsspeeldag van het seizoen 2013/14 tegen Valencia CF. Hij viel na 69 minuten in voor Pedro Morales.

## Clubstatistieken
| Seizoen | Club                 | Land             | Competitie         | Competitie | Competitie | Beker | Beker | Europees | Europees | Overig | Overig | Totaal | Totaal |
| Seizoen | Club                 | Land             | Competitie         | Wed.       | Dlp.       | Wed.  | Dlp.  | Wed.     | Dlp.     | Wed.   | Dlp.   | Wed.   | Dlp.   |
| ------- | -------------------- | ---------------- | ------------------ | ---------- | ---------- | ----- | ----- | -------- | -------- | ------ | ------ | ------ | ------ |
| 2012/13 | Wydad Casablanca     | Vlag van Marokko | GNF 1              | 24         | 3          | 0     | 0     | 0        | 0        | 0      | 0      | 24     | 3      |
| 2013/14 | Málaga CF            | Vlag van Spanje  | Primera División   | 8          | 0          | 1     | 0     | 0        | 0        | 0      | 0      | 9      | 0      |
| 2013/14 | Zulte Waregem (huur) | Vlag van België  | Jupiler Pro League | 4          | 0          | 1     | 0     | 0        | 0        | 0      | 0      | 5      | 0      |
| TOTAAL  | TOTAAL               | TOTAAL           | TOTAAL             | 36         | 3          | 2     | 0     | 0        | 0        | 0      | 0      | 38     | 3      |

1 Bostyn ·
3 Tanghe ·
4 Lemoine ·
7 Challouk ·
8 Rommens ·
9 Vossen  ·
10 Ablo Traoré ·
11 Gavriel ·
14 Barkarson ·
17 Diop ·
18 Tambedou ·
19 Nyssen ·
20 Hedl ·
21 Nnadi ·
22 Opoku ·
23 Van der Gouw ·
24 Erenbjerg ·
27 Diabaté ·
31 Willen ·
42 Dobbels ·
47 Labie ·
50 Van Damme ·
55 Cappelle ·
59 Demuynck ·
64 Sergeant ·
Coach: Vandenbroeck